# Slotket

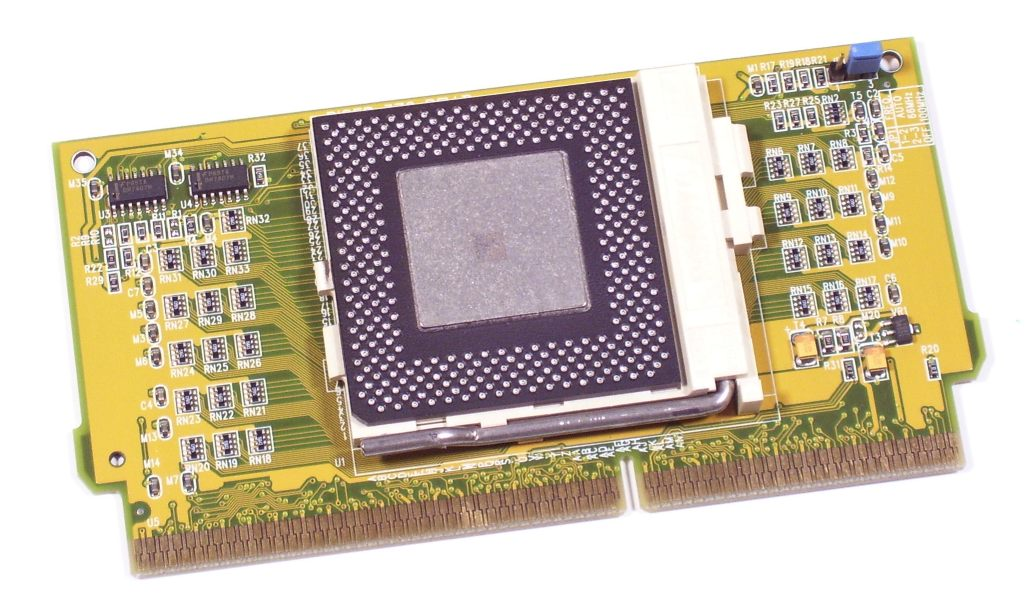
Слоткет Slot1-to-PGA370

Слоткет (англ. Slotket або Slocket, скор. від «slot» і «socket») — перехідник, що являє собою друковану плату з ножовим роз'ємом, призначену для установки в щілинний роз'єм (slot), з розміщеним на ній гніздовим роз'ємом (socket). Призначені для забезпечення можливості встановлення процесорів, що мають корпус типу PGA, в системні плати з щілинним роз'ємом.

## Загальні відомості
Спочатку слоткети призначалися для установки процесорів Pentium Pro, призначених для Socket 8 в системні плати з роз'ємом Slot 1, проте найбільшого поширення набули перехідники Socket 370 - Slot 1.
Існувало три типи слоткетів Socket 370 - Slot 1, призначені для різних процесорів: Slot-to-PGA (Intel Celeron на ядрі Mendocino), Slot-to-FCPGA (Intel Celeron і Pentium III на ядрі Coppermine) і Slot-to-FCPGA2 ( Intel Celeron і Pentium III на ядрі Tualatin). При цьому вони не були сумісні за контактами: перехідники Slot-to-PGA не здатні працювати з процесорами FCPGA/FCPGA2. Однак, відмінності в призначеннях контактів були не надто великі, тому більш старі перехідники могли бути модифіковані шляхом замикання / ізоляції деяких контактів роз'єму Socket 370.
Слоткети різних виробників розрізнялися ступенем складності і функціональністю. Найпростіші перехідники виконували лише свою основну функцію, більш складні моделі дозволяли регулювати напругу ядра процесора (так, наприклад, слоткет PowerLeap PL-iP3 / T повністю заміняв VRM, розташований на системній платі) або задіяти контакт, що відповідає за роботу в двопроцесорній конфігурації у процесорів Celeron на ядрі Mendocino.